# Toanodes rotundipennis
Toanodes rotundipennis är en fjärilsart som beskrevs av George Francis Hampson 1910. Toanodes rotundipennis ingår i släktet Toanodes och familjen nattflyn. Inga underarter finns listade i Catalogue of Life.